# 녹색마차
《녹색마차》는 2009년 5월 11일부터 같은 해 10월 2일까지 방영되었던 SBS 아침연속극이었다.

## 줄거리
묘하게 꼬인 운명의 실태래 속에서 아파하는 세 남녀의 사랑과 야망을 다룬 이야기다.

## 등장인물

### 주요 인물
- 송선미(한지원) : 27세, 전 모하백화점 대표, 현 오투 대표
- 정성환(서정하) : 29세, 전 모하전자 연구팀장, 현 모하그룹 회장
- 류태준(윤형모) : 29세, 모하그룹 연구실장
- 황지현(강채영) : 27세, 전 모하그룹 팀장

### 지원의 주변 인물
- 차재돌(윤정원) : 5세, 지원 외아들
- 오미희(도영희) : 50대 중후반, 지원 후원자

### 정하의 주변 인물
- 정혜선(오현숙) : 53세, 정하 모친, 사망
- 손승우(서정란) : 21세, 정하 여동생
- 정우(강석종) : 28세, 정하의 심복, 정하의 고등학교 후배
- 김주일(여명주) : 20대 후반, 서정란 대학 선배
- 이지현(사오정) : 45세, 본명 사미순, 오현숙 여사의 친척뻘되는 동생
- 강세정(홍금연) : 22세, 요양원 간호조무사 정하를 짝사랑하는 여인

### 형모의 주변 인물
- 한진희(윤성근) : 55세, 형모 부친, 전 모하그룹 총수
- 박준금(나보라) : 48세, 형모의 계모, 윤성근의 후처
- 성동일(윤천근) : 45세, 윤성근 남동생, 백수
- 이나은(이영애) : 30대 초반, 성근 집 조리사

### 그 외 인물
- 김성훈(오 변호사) : 29세, 서정하 친구
- 인성(크리스) : 24세, 본명 길수, 형모 보디가드
- 김성오(김경식(26세)
- 김호창(검사)
- 한다은(난희)
- 맹봉학, 김건호
- 김창봉(민 장관)
- 김송하

### 특별출연
- 이숙영(라디오 DJ)
- 지석진(프로그램 MC)
- 송민형(석종의 아빠)
- 김정하(석종의 엄마)
- 김기만(라디오 진행자)
- 홍순창(현숙 父)
- 김선화(현숙 母)
- 문용현(MC)
- 정지순(현숙 손님)
- 손범수, 오정연(아나운서)

## 같이 보기
- 멈출수없어 (MBC)
- 장화, 홍련 (KBS2)

## 참고 사항
- 해당 드라마에 출연한 주요 배우들이 출연료를 받지 못하였다며 촬영을 거부해 종영을 1주일 앞두고 촬영이 중단됐다.[1]